# Vladimir Ivanovič Rebikov
Vladimir Ivanovič Rebikov, in russo Владимир Иванович Ребиков? (Krasnojarsk, 31 maggio 1866 – Jalta, 1º ottobre 1920), è stato un compositore e pianista russo del periodo tardo romantico del XX secolo.

## Biografia
Rebikov iniziò a studiare pianoforte con l'aiuto della madre. Anche le sue sorelle erano pianiste. Si è laureato presso l'Università di Mosca, facoltà di filologia. Proseguì gli studi al Conservatorio di Mosca con N. Klenovskij, allievo di Pëtr Il'ič Čajkovskij, e in seguito per tre anni a Berlino e Vienna con K. Meyerberger (teoria musicale), O. Yasch (strumentazione) e T. Muller (pianoforte).
Rebikov ha insegnato e suonato concerti in varie parti dell'Impero russo: Mosca, Odessa, Chișinău, Jalta, così come a Berlino, Vienna, Praga, Lipsia, Firenze e Parigi, dove ha incontrato Claude Debussy, Oskar Nedbal, Zdeněk Nejedlý, e altri.
Si stabilì a Jalta nel 1909.

## Opere e stile
I suoi primi lavori evidenziano l'influenza di Pëtr Il'ič Čajkovskij. Ha scritto miniature liriche per pianoforte (suite, raccolte, e album), cori per bambini e canzoni. Una delle sue raccolte vocali si chiama Basni v litsach (I volti delle fiabe) ispirato a Ivan Krylov. Ha scritto anche un'opera teatrale, Favole di Krylov (c.a. 1900). La musica per bambini è la più rilevante di tutte le sue opere.
Ha mantenuto la propensione russa per la scala esatonale, utilizzandola nel pezzo Les demons s'amusent, incluso nella suite melomimica Les Rêves (Sogni, 1899).
Rebikov ha impiegato nelle sue composizioni un'armonia innovativa, ricorrendo agli accordi di settima e di nona, cadenze irrisolte, politonalità, e armonia basata sulla quarta e quinta aperti. Ha inoltre sperimentato nuove forme, per esempio, nei suoi pezzi per pianoforte, Mélomimiques op. 10 (1898), e Rythmodéclamations in cui si combinano la musica e il mimo, introducendo una sorta di pantomima musicale conosciuta come "melo-mimo" e "ritmo-declamazione" (vedi melodeclamazione). Le sue opere orchestrali e di musica da scena includono più di dieci opere, come ad esempio Ëlka (Ёлка - L'albero di Natale), e due balletti.

## Citazioni
"Rebikov era una figura già dimenticata al momento della sua morte avvenuta all'età di 54 anni. È stato amaro e disilluso, convinto a torto che compositori come Debussy, Skrjabin e Stravinskij si fossero aperti la strada nel grande pubblico rubando sue idee. Ironia della sorte, Rebikov è meglio conosciuto grazie alla sua musica inconsistente del genere da salone. Rebikov ebbe un ruolo ispiratore importante per le tecniche compositive dell'inizio del ventesimo secolo, per le quali meriterebbe di essere più ampiamente riconosciuto". (Uncle Dave Lewis, Allmusic).

## Composizioni

### Opere teatrali
- V grozu (В грозу. - Nella Tempesta, Op. 5, basato su Vladimir Korolenko 1863, anteprima 1894, Odessa)
- Bezdna (Бездна - Abisso, basato su Leonid Andreev, 1907)
- Ženščina s kinžalom (Женщина с кинжалом - La donna con un pugnale basato su Arthur Schnitzler, 1910)
- Dvorjanskoe Gnezdo (Дворянское Гнездо - Un Nido di Nobili, Op. 55, basato su Ivan Turgenev, 1916)
- Ëlka (Ёлка - L'albero di Natale basato su Fëdor Dostoevskij, Hans Christian Andersen e Gerhart Hauptmann, 1900, messo in scena 1903).

### Pianoforte
- Numerosi brani fra cui:
  - Morceaux, Op.2-5-6-7
  - Rêveries d'automne, Op.8
  - Mélomimiques, Op.11 e Op.17
  - Tondichtungen, Op.13
  - Les rêves, Op.15
  - The Christmas Tree, Op.21
  - Scènes bucoliques, Op.28
  - Parmi eux, Op.35
  - Tableaux pour enfants, Op.37
  - Fleurs d'Automne
  - Poëmes lyriques
  - Rêves de bonheur
  - Tristesse
  - Valse mélancolique
  - Valse Mignonne

## Discografia
- 2010 – Jouni Somero, Vladimir Rebikov: Piano Works, CD, FC-Records FCRCD-9739